# Terricidio
El término Terricidio proviene de la palabra en latín «terra» —que significa tierra— y «cidio», derivado de «caedere» (latín) —matar o cortar—; que significa el asesinato de la tierra.
Es un concepto planteado por el Movimiento de Mujeres Indígenas por el Buen Vivir, que describe el exterminio sistemático de toda forma de vida tangible y espiritual. Es abordado desde una perspectiva interseccional que redefine las luchas indigenas e integra violencias diversas como el genocidio, ecocidio, epistemicidio y feminicidio, es decir, también visibiliza la violencia sistémica que se ejerce sobre las culturas originarias. Por ejemplo, a través de la erradicación de sus saberes ancestrales, la invisibilización de sus identidades y devastación de sus territorios, luchan contra los estragos del capitalismo y la hegemonía colonial, los cuales son poderes que perpetúan un exterminio integral, afectando tanto a los ecosistemas como a las comunidades que los habitan.
La escritora argentina Moira Millán, en su libro Terricidio (2020), explica que no es solo un fenómeno ecológico, sino un proyecto político de aniquilación que refleja el rostro del colonialismo de nuestra era en América Latina; manifestando las diferentes prácticas que componen al terricidio.

## Origen del concepto

### Mujeres Indígenas por el Buen Vivir
El término fue acuñado por las mujeres pertenecientes a Mujeres Indígenas por el Buen Vivir, un movimiento autónomo e interseccional, conformado por mujeres originarias de Argentina y Abya Yala (América Latina) pertenecientes a diversas comunidades indígenas. Surge en 2015 como una marcha en el espacio público, que posteriormente se convertiría en una colectiva frente al avance del terricidio que afecta a los pueblos indígenas.
Su lucha se basa en la defensa del Buen Vivir (Sumak Kawsay, en kichwa), una filosofía indígena ancestral que propone una convivencia armónica entre los seres humanos y la naturaleza. Además, proponen la idea de cuerpo-territorio, que vincula la violencia contra los cuerpos de las mujeres con la invasión de los territorios.
Este colectivo creó el concepto desde la cosmovisión de los pueblos indígenas, donde se plantean un plano tridimensional, entretejido por el medio ambiente/ecosistema, la dimensión perceptiva y la cultural. El primero de ellos, está siendo destruido y contaminado por un sistema desarrollista, el cual prioriza la industrialización de las materias primas.
El segundo plano es el perceptivo, en el que se encuentran las fuerzas energéticas que se representan como lugares sagrados, estos lugares han sido ocupados por latifundistas y extractivistas, impidiendo la conexión de los pueblos originarios con las fuerzas de la naturaleza.
Por último está el plano cultural, el cual ha sido arrasado por prácticas de saqueo y despojamiento.

Según el Manifiesto por el Buen Vivir, a través del concepto, buscan señalar la responsabilidad de los estados y las corporaciones en los actos criminales genocidas y terricidas contra las fuerzas de vida con el fin de obtener justicia:
Las Mujeres Indígenas por el Buen Vivir somos un movimiento plural conformado por las mujeres indígenas de las 36 naciones originarias. Con la palabra terricidio nombramos también nuestro dolor y la devastación que sufren los territorios, nuestra espiritualidad y nuestros cuerpos, pues en ella se cifran todas las formas de asesinar la vida que tiene el sistema occidental.
Nuestro movimiento sale a caminar el país desde su extremo norte y desde su extremo sur. Queremos provocar un encuentro generador de conciencia para demostrar que la Argentina es un país habitado por plurinacionalidad de naciones y pueblos. Consideramos que el Estado argentino es un estado invasor, que lejos de administrar con sabiduría y solidaridad, ha invadido los pueblos, los ha saqueado, contaminado, destruido. Ese Estado muestra una dependencia absoluta de la corporocracia extractivista y asesina que centra su poder en otras latitudes del mundo.
Caminamos para proponer una nueva matriz civilizatoria que nos acerque al buen vivir como derecho. Caminamos para visibilizar que no puede haber buen vivir si no hay justicia.
Nuestro caminar es una forma de la utopía. Llegaremos a Buenos Aires el próximo 24 de mayo para dar el primer grito de libertad de los pueblos y los territorios. Y desde ya sabemos que habrá que volver, volver a insistir, volver a flexionar el pensamiento y la lengua sobre sí mismos para construir una sociedad verdaderamente libre, justa, humana, en la que el buen vivir sea un hecho de la mayor trascendencia humana.
¿Que demandamos las mujeres indígenas? Que los ACTOS TERRICIDAS sean JUZGADOS y CONDENADOS. Que el TERRICIDIO sea considerado un crimen de LESA NATURALEZA y de LESA HUMANIDAD. Se intenta asesinar a la vida humana como también la no humana, sin discriminación. Exigimos que terricidio sea un crimen imprescriptible.
Por eso decimos, mientras no tengamos justicia, para ellos no habrá paz

### Moira Millán
Moira Millán es una weychafe (guerrera) mapuche, escritora y activista argentina, reconocida como una de las principales impulsoras del concepto de terricidio desde su participación en el movimiento Mujeres Indígenas por el Buen Vivir. Originaria de la comunidad Pillán Mahuiza (Chubut, Argentina). Millán ha sido clave en la difusión y profundización teórica del terricidio, argumentando que no solo se trata de la destrucción ecológica, sino de un crimen político, espiritual y cultural contra los pueblos originarios. 

En palabras de Moira, la lucha contra el terricidio demanda una vía de diálogo pacífico entre estados y comunidades originarias, creando respeto y aceptación a propuestas de las comunidades:
Somos mujeres autoconvocadas de los pueblos originarios de la Argentina que estamos ocupando de manera pacífica un ala del Ministerio del Interior exigiendo que venga el Ministro del Interior, que venga a dialogar con nosotras porque traemos denuncias, demandas y propuestas para nuestros territorios. Estamos sumamente preocupadas por el aumento de la represión, de las muertes que se extienden en nuestros territorios, del feminicidio indígena que crece. Este es un estado históricamente racista. Nos preocupa que la muerte se siga perpetuando como modelo de desarrollo económico. ¡Estamos acá para decirle Basta a tanta muerte a los pueblos! Y nuestra contribución a la agenda del cambio climático porque respete la vida.

## Interseccionalidad del concepto

### Relación del término con el capitalismo
La lucha contra el terricidio denuncia la relación del sistema económico global y la violencia, la cual es parte fundamental de la creación de capital, Karl Marx en El Capital lo aborda diciendo:
El capital viene al mundo chorreando de sangre y lodo por todos los poros, desde los pies a la cabeza. [...] Sabido es que en la historia real desempeñan un gran papel la conquista, el esclavizamiento, el robo y asesinato, la violencia en una palabra.
Se entiende como la fase ecocida del capitalismo, donde la acumulación de capital depende de:
- La extracción ilimitada de recursos, con prácticas como la megaminería, monocultivos transgénicos y fractura hidráulica, que degradan ecosistemas y desplazan comunidades .
- Privatización de bienes comunes, acaparamiento de agua, tierras y semillas generando escasez.
- Criminalización de defensores ambientales y asesinatos, agresiones e intimidación de líderes indígenas.

### Relación del concepto con el ecocidio
La relación del terricidio con el ecocidio está vinculada al sistema capitalista. Las empresas capitalistas y extractivistas se apropian de los territorios violentamente, destruyendo la biodiversidad y atentando contra la integridad de la naturaleza. Según Karl Marx, el capital elimina todo aquello que obstaculiza su expansión, lo que incluye tanto a las personas como a los territorios. Estos últimos son explotados sin medida para convertir sus recursos en capital, perpetuando así una lógica de destrucción y despojo.
Estas prácticas no solo destruyen los territorios mediante la explotación indiscriminada de recursos, sino que también generan una serie de contaminantes, como el dióxido de carbono, el metano y otros gases nocivos. Estos compuestos son absorbidos por las poblaciones humanas y contribuyen significativamente al efecto invernadero, alterando la composición de la atmósfera terrestre y poniendo en riesgo la vida en el planeta.

### Relación del término con el genocidio
El genocidio dentro del terricidio amplía la definición clásica de genocidio, entendido como el exterminio deliberado de un grupo étnico, nacional o religioso; para incluir otras formas sistémicas contemporáneas de destrucción vinculadas a la explotación y eliminación de pueblos. En la actualidad este tipo de exterminio adopta formas como:
- Exterminio por hambre y enfermedad
- Represión estatal, paramilitar y violencias sociales (rasismo, clasismo, sexismo, incluso desidia)
- Exterminio por violencia ambiental y desplazamiento forzado

Este concepto es descrito por la activista mapuche Moira Millán, en donde expone cómo los pueblos son atacados mediante los desalojos y distintas violencias:
Hoy el despojo es global, estamos viendo guerras que pasan completamente invisibles ante la humanidad, el aullido doloroso de los pueblos que lo están sufriendo como Sudán, el Congo, Palestina y todas esas situaciones de genocidio que se están viviendo en diferentes latitudes del planeta tienen que ver con el despojo, con el saqueo y con la esclavitud. [...] No somos pobres, estamos empobrecidos; no somos vulnerables, estamos vulnerabilizados. El sistema nos encierra en cárceles físicas y mentales, mientras convierte la Tierra en una gran prisión.

### Relación del término con el epistemicidio
La lucha terricida abarca también el epistemicidio. Este término describe cómo los sistemas de conocimiento y los modelos de entender la vida se construyen a partir de la colonización, la cual ha oprimido a los pueblos indígenas respecto a la comprensión y concepción que tienen de la vida. Dicha opresión se perpetúa a través de religiones que omiten la posibilidad de que se conserven las formas de espiritualidad ancestral perteneciente a cada pueblo.
Las prácticas extractivas empleadas por las empresas en los territorios forman parte del epistemicidio, ya que implican la negación y destrucción de los saberes y cosmovisiones indígenas. Para los pueblos originarios, los seres humanos no son dueños de los recursos naturales, sino parte integral del territorio, con el cual buscan mantener una relación armónica que incluye tanto a los seres tangibles como a los intangibles que lo habitan. Esta visión se refleja en sus prácticas agrícolas, basadas en el respeto y la reciprocidad con la naturaleza. Sin embargo, el sistema capitalista descarta y desvaloriza estas formas de conocimiento por no alinearse con su lógica de acumulación, lo que conduce a la destrucción del estilo de vida natural de los pueblos indígenas y a la desacreditación sistemática de sus formas de entender y habitar el mundo, en función de extraer lo necesario para seguir generando capital.

### Relación del término con la violencia de género
El terricidio guarda una estrecha relación con la violencia machista letal que continúa afectando a miles de mujeres en el mundo, se registra el asesinato de al menos una mujer por razones de género cada dos horas, según la CEPAL.
Los efectos de la degradación del ecosistema intensifican las tensiones sociales previamente existentes, según investigaciones de ONU Mujeres y la SDG-Climate Facility, la inestabilidad y pobreza a la que se enfrentan comunidades, por ejemplo, en Jordanía y Sudán, aumentaron los casos de violencia sexual y matrimonio infantil. Otro caso destacado es el tráfico sexual en los alrededores de minas ilegales en Sudamerica, o prácticas como la de “sexo por peces”, donde los pescadores se niegan a vender pescado a las mujeres si ellas no tienen relaciones sexuales con ellos, como se ha visto ocurrir en algunas partes de África oriental y meridional.
La violencia de género es un mecanismo para ejercer control sobre activistas ambientales y defensores de derechos humanos. Las mujeres activistas sufren de esta con el fin de reprimir su poder político, reducir su credibilidad y disuadir a otras mujeres a participar en la defensa territorial. En algunos casos, los roles tradicionales de las mujeres como cuidadoras y madres son explotados para atacarlas. Por ejemplo, en la República Democrática del Congo, la organización Dynamique des Femmes Leaders d’IRUMU (DYFELE) ha sido repetidamente atacada por fuerzas militares desde la instauración del estado de sitio en Kivu Norte. En Uganda, las defensoras reportan torturas, amenazas contra sus familias y acoso constante en espacios públicos. De manera similar, en Namibia, defensoras indígenas y personas no binarias han sufrido desalojos, despido laboral, vigilancia y hostigamiento comunitario.
América Latina es la región más peligrosa para ser defensora ambiental, acumulando el 60% de los asesinatos globales a estas personas, para el 2016, el 40% de esas personas defensoras eran Indígenas; en el 2017, en México, 13 de cada 15 personas defensoras asesinadas fueron indígenas. El Relator Especial de la ONU sobre Defensores de Derechos Humanos documentó 126 asesinatos en el continente americano, de los cuales, 1 de cada 5 fueron en la selva amazónica, con mayor incidencia en Colombia, Honduras, Brasil y México, dirigidos principalmente a líderes indígenas y activistas afrodescendientes.

## Relevancia internacional
El concepto se ha presentado en espacios de debate internacional sobre derechos humanos, medio ambiente y pueblos originarios. Es una denuncia buscando reconocimiento, en conjunto con esfuerzos por incorporar figuras como el ecocidio al derecho penal internacional.
La lucha contra el terricidio se enmarca en una corriente amplia de demandas por la incorporación de categorías jurídicas, como lo es el ecocidio, en el derecho penal internacional. El terricidio, además, propone incluir dimensiones no solo tangibles, sino también espirituales, culturales y de género que han sido invisibilizadas de manera tradicional, a través de alternativas políticas, jurídicas y espirituales basadas en el Buen Vivir, cuestionando el modelo capitalista, patriarcal y colonial.
En 2021, el Juicio Ético al Terricidio en Buenos Aires puso de manifiesto situaciones preocupantes, como el acaparamiento de tierras mapuche por parte de empresas en Chubut y la contaminación con agrotóxicos que afecta a las comunidades Qom. En 2022, la militarización  de Wallmapu en Chile y la destrucción de lugares sagrados como Río Pilmaiken fueron denunciadas ante la CIDH. Argentina enfrentó críticas por 248 casos documentados de vulneraciones de derechos vinculados al terricidio entre 2010-2022 durante el Examen Periódico Universal de la ONU en 2023, entre ellos el asesinato del abogado defensor Javier Chocobar y otras 47 personas, además de desplazamientos forzados y profanaciones de sitios sagrados.
Desde el punto de vista jurídico, el fallo de la Corte IDH Lhaka Honhat de 2020 sentó un precedente al reconocer el daño cultural y ecológico, además de establecer la necesidad de una reparación integral. Estas acciones impulsaron la inclusión del terricidio en las legislaciones nacionales y el desarrollo de políticas fiscales ambientales interculturales en varios países de América Latina.